# Sterkowiec
Sterkowiec – wieś w Polsce położona w województwie małopolskim, w powiecie brzeskim, w gminie Brzesko.
W Sterkowcu znajduje się przystanek kolejowy, przez który przebiega linia kolejowa nr 91 Kraków Główny – Medyka.
Integralne części miejscowości: Łężcz, Na Bagnie, Piaski.
W roku 2021 w Sterkowcu mieszkały 962 osoby, z czego 52,3% mieszkańców stanowiły kobiety, a 47,7% mężczyźni.

## Historia
Rok założenia wsi jest nieznany. Nazwa osady Sterkowiec w źródłach średniowiecznych (XIV-XVI w.) jest różnie zapisywana: Damianicze, De Stirikowicze, In Starkowcz, De Scircouicze, Stirkowyecz, Starkowiecz, Styrkowiec alias Damianice, Sterkowiecz.
W latach 1564–1581 osada należała do Jana Rupniewskiego herbu Szreniawa. Wchodził w skład dóbr dębińskich, z którymi związany był jeszcze w 1890 r. jako część majątku ówczesnego właściciela zamku w Dębnie Edwarda Jastrzębskiego.
Pierwszą źródłowo potwierdzoną placówką edukacyjną w Sterkowcu była jednoklasowa Szkoła Ludowa, działająca w 1894 roku. W 1907 r. mieszkańcy wsi zbudowali w centrum wsi nowy budynek szkolny, używany do lat 50. XX w., (wówczas mieszkańcy zbudowali kolejny budynek szkolny). W 1994 r. ukończono rozbudowę 8-klasowej szkoły podstawowej.
W 1928 r. wybudowano przystanek kolejowy.
W 1994 r. ukończono rozbudowę domu kultury.
W latach 1975–1998 miejscowość administracyjnie należała do województwa tarnowskiego.
W latach 2004–2005 wyceniono i zakupiono w Sterkowcu grunt pod budowę autostrady A4 (odcinek Kraków – Tarnów). Po wykupieniu gruntów prowadzono prace wykopaliskowe. Od 2010 do 2013 r., trwała w Sterkowcu budowa odcinka autostrady Brzesko – Wierzchosławice.
W latach 2014–2015 został zmodernizowany odcinek linii kolejowej Kraków – Medyka przebiegający przez miejscowość Sterkowiec. Zakres prac na odcinku Sterkowiec – Maszkienice – Wokowice – Biadoliny zawierał między innymi przebudowę peronów, wymianę sieci  trakcyjnej, przebudowę toru kolejowego i  dostosowanie jego technicznych parametrów do prędkości 160 km/h. Zmodernizowano również układ drogowy w pobliżu stacji kolejowej.
Uchwałą Rady Miejskiej w Brzesku z dnia 22 lutego 2017 r. – w związku z reformą systemu oświaty – w Sterkowcu funkcjonuje ponownie jako ośmioklasowa szkoła podstawowa.

## Zabytki
- Cmentarz wojenny 279 /Kriegerfriedhof Dziekanów 1915/ z czasów I wojny światowej z grobami 108 Austriaków z 55. i 95. pułku piechoty; 40 Rosjan. 6 mogił pojedynczych, 3 zbiorowe. Daty śmierci: 20–21 listopada 1914 roku. Cmentarz zaprojektował Robert Motka. Jest to obiekt na planie trapezu, ogrodzony płotkiem na betonowych słupkach z metalową bramką wejściową. W centrum znajduje się pomnik w formie ściętej piramidy z kamiennymi kulami i krzyżem na szczycie oraz tablicą inskrypcyjną (napis i data 1915; napis w języku niemieckim brzmi: UNS KAM DER FRIEDE EILIGER ALS EUCH - "Prędzej pokój przyszedł do nas, niźli do Was"). Powierzchnia cmentarza ma 500 m². W latach 2006–2010 przeprowadzono gruntowny remont i renowację cmentarza.
- Kapliczki i figury
  - św. Stanisław – murowana, ceglana kapliczka z figurą kamienną (przy ul. Sosnowej). Od 2001 r. do 2019 r. znajdowała się tam figura św. Stanisława autorstwa Stanisława Turleja. Figura początkowo wystawiana z okazji odpustów parafialnych obok stacji PKP, następnie eksponowana przez cały rok. W 2019 r. staraniem Rady parafialnej i z fundacji mieszkańców wsi wykonano nową kapliczkę oraz kamienną rzeźbę św. Stanisława;
  - kapliczka św. Bernadety, na budynku nr 80 J.S. Żurków. Wykonana w niewiadomym czasie, poprzednio zawieszona na drzewie. Drewniana, oszklona, z obrazkiem św. Bernadety, przywiezionym z Francji w 1974 roku;
  - kapliczka na Sosence – początkowo drewniana, obecnie metalowa. Jadąc drogą (ul. Sosnowa) od przystanku PKP w Sterkowcu w kierunku Szczepanowa po lewej stronie na szczycie wzniesienia możemy podziwiać starą, samotną sosnę – przez wszystkich mieszkańców nazywaną Sosenką. Z tego miejsca rozciąga się widok na Dębno oraz Jadowniki. Na sośnie zawieszona jest kapliczka – początkowo drewniana, w latach 80. zamieniona na metalową. Według jednej z wersji zawiesił ją austriacki oficer jako wotum za uratowanie życia. W trakcie walk, gdy w listopadzie 1914 roku przechodził przez Sterkowiec front austriacko-rosyjski, został ranny. Ukrył się obok sosny i gorąco modlił. W 1917 roku powrócił na to miejsce i zawiesił drewnianą kapliczkę z małym obrazkiem w środku;
  - kamienna figura Chrystusa Nazareńskiego – na czworobocznym, ogzymsowanym postumencie; osłonięta nowszym, blaszanym zadaszeniem. Ufundowana przez Macieja i Helenę Bujaków oraz ich syna Stanisława w 1863 roku. Lokalizacja: skrzyżowanie ul. Tarnowskiej i Wierzbowej. Opiekę nad figurą sprawuje pani Zyta Tybon;
  - kamienny krzyż z 1880 r. – ul. Sosnowa. Wzniesiony z fundacji Franciszka i Marcjanny Legutków. Na czworobocznym, ogzymsowanym postumencie z płaskorzeźbami: N.P. Maryja, św. Franciszek Salezy i prawdopodobnie Stanisław bp.
  - krzyż kamienny – ul. Galicyjska obok PKP. Wzniesiony ok. 1945–1947 r. z fundacji Turlejów. Z metalowym wizerunkiem Chrystusa, na czworobocznym, ogzymsowanym postumencie z płaskorzeźbą św. Judy Tadeusza. Otoczony drewnianym ogrodzeniem;
  - krzyż pamiątka jubileuszu 9 wiekowego odkupienia. Wzniesiony w 1936 r. z fundacji gromady w 1974 zastąpiony nowym. Odnowiony z okazji 750 rocznicy kanonizacji Św. Stanisława (2003). Drewniany, bez wizerunku;
  - św. Krzysztof – autor S. Turlej, figura drewniana – ul. Sosnowa;
  - Jezus Frasobliwy – autor S. Turlej, figura drewniana – ul. Sosnowa;
  - św. Stanisław BM – autor S. Turlej, figura drewniana – ul. Tarnowska;
  - Jezus Frasobliwy – autor S. Turlej, figura drewniana – ul. Spadzista.

## Kultura
- Dom Kultury w Sterkowcu;
- Świetlica wiejska w Sterkowcu.

## Sport
- Boisko sportowe (boisko do piłki nożnej, boisko do piłki plażowej, budynek szatniowy).

## Szkoły
- Publiczna Szkoła Podstawowa w Sterkowcu im. Świętego Stanisława BM.

## Stowarzyszenia
- Klub Sportowy "Błękitni Sterkowiec",
- Koło Gospodyń Wiejskich "Niezapominajka" Sterkowiec.